# Ottone II di Svevia
Ottone II di Svevia (... – 1047) fu conte palatino di Lotaringia dal 1034 alla morte come Ottone I, duca di Svevia dal 1045 alla morte e conte di Deutz e Auelgau dal 1025 al 1047.

## Biografia
Figlio di Azzo di Lotaringia e Matilde di Germania, apparteneva alla dinastia degli Azzoni. Nel 1034 successe ai possedimenti paterni dal momento che suo fratello maggiore, Liudolfo, era morto nel 1031, nonostante questo avesse un figlio, Corrado II. Il 7 aprile 1045, Enrico III, re di Germania e duca di Svevia, gli offrì quest'ultimo titolo in cambio della contea palatina, che venne riottenuta dal cugino Enrico. Inoltre i territori di Kaiserswerth e Duisburg vennero devoluti alla corona.
Nel 1047, morì inaspettatamente nel suo castello di Tomburg, mentre stava preparando una campagna imperiale per contrastare l'invasione di Baldovino V delle Fiandre e venne sepolto nell'abbazia di Brauweiler. Nel 1048, l'imperatore scelse Ottone III a succedergli come duca di Svevia.

## Matrimonio e figli
Egli probabilmente sposò Matilde di Egisheim, figlia di Boleslao I di Polonia e di Oda di Meissen. Un'altra ipotesi è che abbia sposato Edvige, figlia di Ugo IV di Nordgau e di Edvige di Dabo e sorella di papa Leone IX, sotto cui pontificato si consumò il Grande Scisma. Essi ebbero:
- Richenza di Svevia, che sposò Ottone di Northeim;
- Ildegarda di Egisheim, che sposò Federico di Büren, ed assieme ebbero Federico I di Svevia.

Recenti ricerche hanno però contestato questa discendenza e Ottone dunque potrebbe non aver avuto figli.

## Ascendenza
|                         |                      |                         | Genitori               |  |  | Nonni |  |  | Bisnonni                   |  |  | Trisnonni |  |
|                         |                      |                         |                        |  |  |       |  |  | Erenfredo II di Lotaringia |  |  | …         |  |
|                         |                      |                         |                        |  |  |       |  |  | Erenfredo II di Lotaringia |  |  | …         |  |
|                         |                      | …                       |                        |  |  |       |  |  | Erenfredo II di Lotaringia |  |  |           |  |
| Ermanno I di Lotaringia |                      |                         |                        |  |  |       |  |  | Erenfredo II di Lotaringia |  |  |           |  |
|                         |                      | Richwara di Zulpichgau  | …                      |  |  |       |  |  |                            |  |  |           |  |
|                         |                      | Richwara di Zulpichgau  | …                      |  |  |       |  |  |                            |  |  |           |  |
|                         |                      | Richwara di Zulpichgau  | …                      |  |  |       |  |  |                            |  |  |           |  |
| Azzo di Lotaringia      |                      | Richwara di Zulpichgau  |                        |  |  |       |  |  |                            |  |  |           |  |
|                         |                      | Hucbald II di Dillingen | …                      |  |  |       |  |  |                            |  |  |           |  |
|                         |                      | Hucbald II di Dillingen | …                      |  |  |       |  |  |                            |  |  |           |  |
|                         |                      | Hucbald II di Dillingen | …                      |  |  |       |  |  |                            |  |  |           |  |
| Heylwig di Dillingen    |                      | Hucbald II di Dillingen |                        |  |  |       |  |  |                            |  |  |           |  |
|                         |                      | Dietbirg di Svevia      | …                      |  |  |       |  |  |                            |  |  |           |  |
|                         |                      | Dietbirg di Svevia      | …                      |  |  |       |  |  |                            |  |  |           |  |
|                         |                      | Dietbirg di Svevia      | …                      |  |  |       |  |  |                            |  |  |           |  |
| Ottone II di Svevia     |                      | Dietbirg di Svevia      |                        |  |  |       |  |  |                            |  |  |           |  |
|                         | Ottone I di Sassonia | Enrico I di Sassonia    |                        |  |  |       |  |  |                            |  |  |           |  |
|                         | Ottone I di Sassonia | Enrico I di Sassonia    |                        |  |  |       |  |  |                            |  |  |           |  |
|                         | Ottone I di Sassonia | Matilde di Ringelheim   |                        |  |  |       |  |  |                            |  |  |           |  |
| Ottone II di Sassonia   | Ottone I di Sassonia |                         |                        |  |  |       |  |  |                            |  |  |           |  |
|                         |                      | Adelaide di Borgogna    | Rodolfo II di Borgogna |  |  |       |  |  |                            |  |  |           |  |
|                         |                      | Adelaide di Borgogna    | Rodolfo II di Borgogna |  |  |       |  |  |                            |  |  |           |  |
|                         |                      | Adelaide di Borgogna    | Berta di Svevia        |  |  |       |  |  |                            |  |  |           |  |
| Matilde di Germania     |                      | Adelaide di Borgogna    |                        |  |  |       |  |  |                            |  |  |           |  |
|                         |                      | Costantino Skleros      | …                      |  |  |       |  |  |                            |  |  |           |  |
|                         |                      | Costantino Skleros      | …                      |  |  |       |  |  |                            |  |  |           |  |
|                         |                      | Costantino Skleros      | …                      |  |  |       |  |  |                            |  |  |           |  |
| Teofano                 |                      | Costantino Skleros      |                        |  |  |       |  |  |                            |  |  |           |  |
|                         |                      | Sofia Foca              | Leone II Foca          |  |  |       |  |  |                            |  |  |           |  |
|                         |                      | Sofia Foca              | Leone II Foca          |  |  |       |  |  |                            |  |  |           |  |
|                         |                      | Sofia Foca              | …                      |  |  |       |  |  |                            |  |  |           |  |
|                         |                      | Sofia Foca              |                        |  |  |       |  |  |                            |  |  |           |  |